# Jan Kiepura

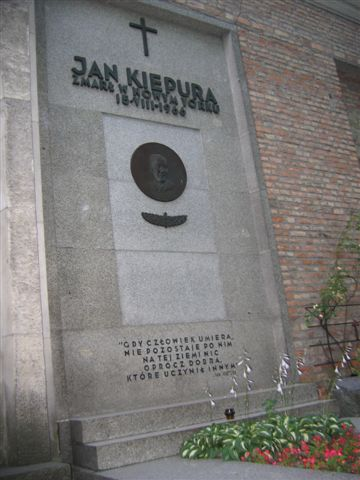
Tumba de Kiepura en el cementerio de Powązki en Varsovia

Jan Wiktor Kiepura (* 16 de mayo de 1902, Sosnowiec, Polonia – † 15 de agosto de 1966, Harrison, New York) fue un tenor y actor polaco.
Hijo de padre polaco y madre judía abandonó Polonia huyendo del nazismo en 1936 afincándose en Estados Unidos.
En 1926 construyó el hotel "Patria" donde se filmaron  doce musicales, incluyendo O czym się nie myśli (1926), Die Singende Stadt (Neapol, śpiewające miasto) (1930), Tout Pour L'amour (Zdobyć cię muszę) (1933) y Mon coeur t'appelle (1934).
En 1936, se casó con la soprano Marta Eggerth (1912), ambos emigraron y participaron en operetas, conciertos, discos y películas hasta su muerte acaecida a los 64 años.